# Woodbury (Pennsilvània)
Woodbury és una població dels Estats Units a l'estat de Pennsilvània. Segons el cens del 2000 tenia 269 habitants.

## Demografia
Segons el cens del 2000, Woodbury tenia 269 habitants, 104 habitatges, i 82 famílies. La densitat de població era de 944,2 habitants per km².
Dels 104 habitatges en un 36,5% hi vivien nens de menys de 18 anys, en un 62,5% hi vivien parelles casades, en un 14,4% dones solteres, i en un 20,2% no eren unitats familiars. En el 20,2% dels habitatges hi vivien persones soles el 14,4% de les quals corresponia a persones de 65 anys o més que vivien soles. El nombre mitjà de persones vivint en cada habitatge era de 2,59 i el nombre mitjà de persones que vivien en cada família era de 2,96.
Per edats la població es repartia de la següent manera: un 26% tenia menys de 18 anys, un 4,5% entre 18 i 24, un 27,5% entre 25 i 44, un 19,7% de 45 a 60 i un 22,3% 65 anys o més.
L'edat mediana era de 40 anys. Per cada 100 dones de 18 o més anys hi havia 73 homes.
La renda mediana per habitatge era de 35.938$ i la renda mediana per família de 41.250$. Els homes tenien una renda mediana de 25.000$ mentre que les dones 25.625$. La renda per capita de la població era de 19.965$. Cap de les famílies i el 2,8% de la població estaven per davall del llindar de pobresa.

## Poblacions més properes
El següent diagrama mostra les poblacions més properes.